# Dendrocalamus sikkimensis
Dendrocalamus sikkimensis ist eine Bambus-Art der Gattung Dendrocalamus. Dendrocalamus sikkimensis wird 10–18 Meter hoch. Die Internodien färben sich mit der Zeit orange und messen 46–56 cm. Die Halmwände werden ca. 1–2,5 cm dick. Die Art kommt in der Provinz Yunnan, in Bhutan und in Sikkim auf 100 bis 600 Metern über Meereshöhe vor.